# Salle d'eau

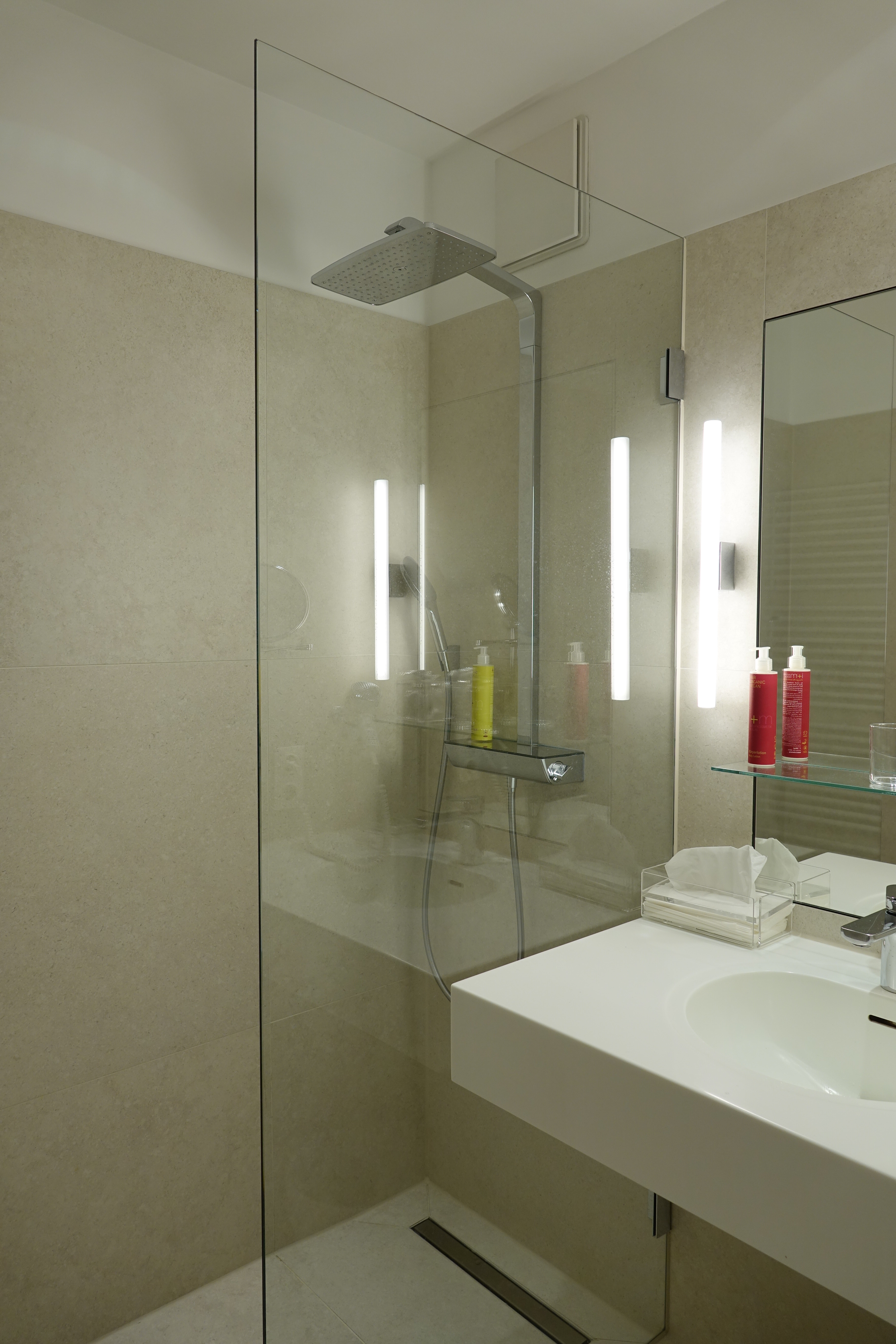
Une salle d'eau dans un hôtel de Berlin.

Une salle d’eau est, dans un lieu d’habitation, une pièce dans laquelle peuvent être effectuées les opérations d’hygiène corporelle (prendre une douche, se laver les mains ou le visage, se raser, etc.). Dans la terminologie de l’immobilier, elle se distingue de la salle de bains par le fait qu’elle comporte une douche mais pas de baignoire. En France un hôtel de première catégorie doit avoir au moins 70 % de ses chambres équipé d'une « salle d'eau »

## Mobilier
En général une salle d'eau comporte les éléments suivants :
- Lavabo, appelé aussi « vasque » lorsqu'il est intégré dans un meuble (parfois au nombre de deux) ;
- Douche (cabine de douche) ;
- Placards de rangement ;
- Meuble de toilette.

## Sécurité
L'eau et les tuyaux servant à l'alimenter et à l’évacuer pouvant être conducteurs de l’électricité, il est important que :
- toutes les pièces métalliques (baignoire, support de faux plafond, etc.), présentes dans la salle d'eau, soient interconnectées à l'aide d'une liaison équipotentielle locale elle-même reliée à la terre.
- l'alimentation de tous les appareils électriques utilisés dans la salle d'eau (prises et éclairage) soit protégée par des disjoncteurs différentiels 30 mA.
- la classe des appareils électriques soit adaptée aux périmètres de sécurité[3], à respecter dans une salle d'eau. Le plus simple, et le plus sûr, étant de n'utiliser que des appareils à double isolation[4] dans une pièce d'eau.